# Huang Lü
Huang Lü (1769–1829) was een Chinese wetenschapper en de eerste vrouw in China die met optica en fotografische beelden werkte.  Haar vader, Huang Chao, was onderwijsambtenaar en moedigde haar aan om een opleiding te volgen. Dat leidde haar tot studies in astronomie en rekenkunde studeren. Tijdens haar studies maakte ze kennis met Zheng Fuguang, die Westerse optica studeerde, wat destijds in China werd geïntroduceerd. Huang Lü staat bekend om de bouw van een type telescoop, een prototype van een camera en een thermometer .
Chen Wenshu (1775-1845) vernoemde haar in zijn gedicht 'Tianjing ge Yong Huang Yingqin' als 'een ongelooflijk getalenteerde vrouw in elk aspect van kunst en technologie'.